# Polisportiva Libertas Martignacco 2020-2021
Questa voce raccoglie le informazioni riguardanti la Polisportiva Libertas Martignacco nelle competizioni ufficiali della stagione 2020-2021.

## Organigramma societario
Area direttiva
- Presidente: Fulvio Bulfoni

Area tecnica
- Allenatore: Marco Gazzotti
- Allenatore in seconda: Nicolas Rusalen

## Rosa
| N° | Nome               | Ruolo | Data di nascita   | Squadra |
| -- | ------------------ | ----- | ----------------- | ------- |
| 1  | Roberta Carraro    | P     | 17 novembre 1998  | Italia  |
| 3  | Cristina Fiorio    | S     | 18 marzo 1997     | Italia  |
| 4  | Dalila Modestino   | C     | 4 agosto 1998     | Italia  |
| 6  | Irina Smirnova     | O     | 10 aprile 1990    | Russia  |
| 7  | Viola Tonello      | C     | 3 gennaio 1994    | Italia  |
| 8  | Michela Rucli      | C     | 1º maggio 1996    | Italia  |
| 9  | Federica Braida    | P     | 31 agosto 2000    | Italia  |
| 10 | Aurora Rossetto    | S     | 21 novembre 1997  | Italia  |
| 11 | Sara Cortella      | S     | 15 febbraio 2002  | Italia  |
| 12 | Giulia Pascucci    | S     | 29 settembre 1993 | Italia  |
| 15 | Serena Scognamillo | L     | 24 febbraio 2001  | Italia  |
| 17 | Francesca Cerruto  | L     | 24 agosto 1999    | Italia  |
| 18 | Barbara Đapić      | O     | 1º marzo 1995     | Croazia |

## Risultati

### Serie A2

#### Girone di andata
| 1ª giornata - 20 settembre 2020 PalaFontescodella, Macerata         | Helvia Recina        | 3 - 0 | Libertas Martignacco | 27-25, 25-15, 25-19               |
| 2ª giornata - 27 settembre 2020 Palazzetto dello sport, Martignacco | Libertas Martignacco | 1 - 3 | Soverato             | 25-19, 18-25, 22-25, 23-25        |
| 3ª giornata - 4 ottobre 2020 Palazzetto dello sport, Martignacco    | Libertas Martignacco | 2 - 3 | Adolfo Consolini     | 25-21, 28-26, 28-30, 17-25, 8-15  |
| 4ª giornata - 11 ottobre 2020 PalaDionigi, Vallefoglia              | Megavolley           | 3 - 2 | Libertas Martignacco | 25-18, 23-25, 22-25, 25-22, 15-9  |
| 5ª giornata - 14 ottobre 2020 Palazzetto dello sport, Martignacco   | Libertas Martignacco | 0 - 3 | Cutrofiano           | 20-25, 23-25, 22-25               |
| 6ª giornata - 18 ottobre 2020 PalaCollodi, Montecchio Maggiore      | Montecchio Maggiore  | 3 - 2 | Libertas Martignacco | 25-22, 15-25, 16-25, 25-19, 15-8  |
| 8ª giornata - 1º novembre 2020 Palazzetto dello sport, Martignacco  | Libertas Martignacco | 3 - 0 | Talmassons           | 25-21, 25-21, 26-24               |
| 9ª giornata - 8 novembre 2020 PalaCosta, Ravenna                    | Olimpia Teodora      | 2 - 3 | Libertas Martignacco | 25-15, 25-27, 21-25, 25-17, 12-15 |

#### Girone di ritorno
| 10ª giornata - 15 novembre 2020 Palazzetto dello sport, Martignacco               | Libertas Martignacco | 3 - 1 | Helvia Recina        | 25-23, 25-22, 18-25, 25-21       |
| 11ª giornata - 22 novembre 2020 PalaScoppa, Soverato                              | Soverato             | 3 - 2 | Libertas Martignacco | 25-23, 25-17, 23-25, 24-26, 15-8 |
| 12ª giornata - 29 novembre 2020 Palazzetto dello Sport, San Giovanni in Marignano | Adolfo Consolini     | 3 - 1 | Libertas Martignacco | 23-25, 28-26, 25-16, 25-13       |
| 13ª giornata - 5 dicembre 2020 Palazzetto dello sport, Martignacco                | Libertas Martignacco | 1 - 3 | Megavolley           | 25-23, 18-25, 21-25, 23-25       |
| 14ª giornata - 10 gennaio 2021 PalaCesari, Cutrofiano                             | Cutrofiano           | 1 - 3 | Libertas Martignacco | 25-22, 22-25, 16-25, 17-25       |
| 15ª giornata - 13 dicembre 2020 Palazzetto dello sport, Martignacco               | Libertas Martignacco | 3 - 1 | Montecchio Maggiore  | 23-25, 25-20, 25-20, 25-19       |
| 17ª giornata - 17 gennaio 2021 Palestra comunale, Talmassons                      | Talmassons           | 1 - 3 | Libertas Martignacco | 22-25, 21-25, 25-23, 23-25       |
| 18ª giornata - 24 gennaio 2021 Palazzetto dello sport, Martignacco                | Libertas Martignacco | 1 - 3 | Olimpia Teodora      | 25-18, 17-25, 25-27, 20-25       |

### Pool salvezza

#### Girone di andata
| 1ª giornata - 28 febbraio 2021 Palazzetto dello sport, Martignacco | Libertas Martignacco | 3 - 1 | CUS Torino           | 25-22, 25-23, 19-25, 25-17       |
| 2ª giornata - 7 marzo 2021 Palestra Comunale, Golfo Aranci         | Hermaea              | 3 - 1 | Libertas Martignacco | 22-25, 25-18, 25-17, 25-22       |
| 3ª giornata - 14 marzo 2021 Palazzetto dello sport, Martignacco    | Libertas Martignacco | 3 - 0 | Futura Giovani       | 25-21, 25-13, 25-17              |
| 4ª giornata - 21 marzo 2021 Palestra Magagni, Castelnuovo Rangone  | Montale              | 3 - 2 | Libertas Martignacco | 25-23, 13-25, 25-18, 23-25, 15-7 |
| 5ª giornata - 14 marzo 2021 Palazzetto dello sport, Martignacco    | Libertas Martignacco | 1 - 3 | Club Italia          | 25-23, 18-25, 21-25, 23-25       |

#### Girone di ritorno
| 6ª giornata - 28 marzo 2021 PalaRuffini, Torino                  | CUS Torino           | 1 - 3 | Libertas Martignacco | 23-25, 25-27, 25-23, 17-25        |
| 7ª giornata - 19 aprile 2021 Palazzetto dello sport, Martignacco | Libertas Martignacco | 2 - 3 | Hermaea              | 25-15, 26-24, 21-25, 25-27, 13-15 |
| 8ª giornata - 11 aprile 2021 Palazzetto San Luigi, Busto Arsizio | Futura Giovani       | 3 - 1 | Libertas Martignacco | 25-21, 26-24, 23-25, 25-22        |
| 9ª giornata - 18 aprile 2021 Palazzetto dello sport, Martignacco | Libertas Martignacco | 3 - 0 | Montale              | 25-23, 25-23, 25-23               |
| 10ª giornata - 25 aprile 2021 Centro Pavesi, Milano              | Club Italia          | 3 - 2 | Libertas Martignacco | 15-25, 25-20, 25-18, 14-25, 15-12 |